# Jean Bastier de La Péruse
Jean Bastier de La Péruse (* 1529 im Angoumois; † 1554) war ein französischer Dichter.

## Leben und Werk
Jean Bastier de La Péruse war in Paris Schüler des  Humanisten Marcus Antonius Muretus und gehörte zum Dichterkreis um Pierre de Ronsard. 1553 schrieb er nach Seneca und Euripides das Drama Médée, das ihn mit einem Schlag berühmt machte. Er ging zur Beendigung seines Jurastudiums nach Poitiers, steckte sich dort mit der Pest an und starb an einem unbekannten Ort. Seine Medea wurde von  Scévole de Sainte-Marthe ergänzt und 1556 veröffentlicht. Von ihr wie auch von seinen Gedichten liegen moderne kritische Ausgaben vor.

## Werke (moderne Ausgaben)
- La Médée. Hrsg. James A. Coleman. University of Exeter, Exeter 1985. (kritische Ausgabe)
- Médée. Hrsg. Marie-Madeleine Fragonard. J. Feijóo, Mugron 1990. (mit Quellenstudie von James C. Coleman)
- Poésies complètes. Hrsg. James A. Coleman. University of Exeter, Exeter 1992. (kritische Ausgabe)